# Psychotria officinalis
Psychotria officinalis är en måreväxtart som först beskrevs av Jean Baptiste Christophe Fusée Aublet, och fick sitt nu gällande namn av Ernst Adolf Raeuschel och Noel Yvri Sandwith. Psychotria officinalis ingår i släktet Psychotria och familjen måreväxter.

## Underarter
Arten delas in i följande underarter:
- P. o. officinalis
- P. o. wilhelminensis